# NGC 6601
NGC 6601 је елиптична галаксија у сазвежђу Змај која се налази на NGC листи објеката дубоког неба.
Деклинација објекта је + 61° 27' 11" а ректасцензија 18h 11m 44,2s. Привидна величина (магнитуда) објекта NGC 6601 износи 14,7 а фотографска магнитуда 15,7. NGC 6601 је још познат и под ознакама MCG 10-26-22, CGCG 301-19, PGC 61533.